# ラーガ・ロック
ラーガ・ロックは、インド音楽の様式や曲構成、またはインドの民族楽器を取り入れたロック・ミュージック。

## 概要
ラーガとは、インド古典音楽で使用されている旋律のことである。従って明らかにインド音楽の影響を受けているロック音楽もラーガ・ロックの一つと見なされうるが、この言葉はインド音楽をもっと明示的に参照しているものに対して使用されている。
1966年にポップ・ミュージックのアイコンとされたインド共和国のシタール奏者のラヴィ・シャンカルが、ラーガ・ロックに対する主要な影響を与えたとされている。

### 1960年代
1965年6月にヤードバーズが発売したアルバム『Heart Full of Soul』は、ロック・ミュージックにインド音楽の要素が取り入れられた。同作のデモ録音に際して、インドのシタール奏者やタブラ奏者が参加したが、リリース版ではタブラのみが使用された。カットされたシタールのパートの代わりに、ジェフ・ベックはドローン効果を模倣したエレクトリック・ギターのパートを追加した。7月にはキンクスがこれまたドローン効果を模倣したギターを取り入れた「See My Friends」をリリースし、全英シングルチャートのTOP10入りを果たした。
同年12月にビートルズが発売したアルバム『ラバー・ソウル』に収録されたジョン・レノン作「ノルウェーの森」では、ジョージ・ハリスンがシタールを演奏した。これはロック・ミュージックのレコードでインド楽器が使用された初めての例とされている。
1966年3月にバーズが発売したシングル「霧の8マイル」及びB面の「Why」への影響を与えた。ラーガ・ロックという言葉は、このシングルが発表された時に彼等の広報担当者によって作られ、ヴィレッジ・ヴォイス誌のレビューでジャーナリストのサリー・ケンプトンが使用したのが初めての例とされている。同年5月にローリング・ストーンズが「黒くぬれ!」が発表。この曲ではギタリストのブライアン・ジョーンズのシタール演奏のパートがフィーチャーされており、世界的なヒットを記録した。同年8月にビートルズがアルバム『リボルバー』を発売。シャンカルに弟子入りしてインド哲学とシタール演奏を学んだハリスンが自作自演した「ラヴ・ユー・トゥ」、タンブーラのドローンをフィーチャーしたレノン作の「トゥモロー・ネバー・ノウズ」が収録された。同月、ポール・バターフィールド・ブルース・バンドが発売した『East-West』のタイトル・トラックは、インド音楽の影響を受けたロック・ミュージックの概念を更に高めた。
1967年にビートルズが発売したアルバム『サージェント・ペパーズ・ロンリー・ハーツ・クラブ・バンド』には、ヒンドゥスターニー音楽と西洋の音楽が融合されたハリスン作の「ウィズイン・ユー・ウィズアウト・ユー」が収録された。
1968年に公開された映画『Wonderwall』の音楽はハリスンによって担当され、ラーガの要素が取り入れられた。
1970年代初頭にイギリスのプログレッシブ・ロックバンドQuintessenceは、インド音楽の要素をロックやジャズに取り入れた楽曲を制作した。

### 1990年代以降
1990年代、イギリスのインディー・ロックバンドのコーナーショップは、シタールやドールキをはじめとしたアジアの民族楽器を取り入れ、1997年にはアルバム『When I Was Born for the 7th Time』で最高潮に達した。このアルバムでは、インド音楽とロック、ファンク、ヒップホップ、カントリー・ミュージックを融合しており、収録曲の「Brimful of Asha」（シングル）やビートルズのカバー曲「ノルウェーの森」はパンジャーブ語で歌われた。1996年にクーラ・シェイカーがデビューし、ラーガ・ロック調の楽曲「Tattva」や「Govinda」を発表してヒットした。
近年ではThe Black AngelsやThe Brian Jonestown Massacreをはじめとした西洋のバンド、The Raghu Dixit ProjectやSwarathmaをはじめとしたインドのバンドによって、西洋の楽器と伝統的なインドの楽器の融合が増加しつつあることから、一時的にラーガ・ロックも復権した。

## 主な作品
- ビートルズ「ノルウェーの森」「ラヴ・ユー・トゥ」「トゥモロー・ネバー・ノウズ」「ウィズイン・ユー・ウィズアウト・ユー」「ジ・インナー・ライト」
- ローリング・ストーンズ「黒くぬれ!」「ストリート・ファイティング・マン」
- ジョージ・ハリスン『不思議の壁』
- コーナーショップ「Brimful of Asha」『When I Was Born for the 7th Time』